# Garden of Eden (Guns N’ Roses-dal)
A "Garden of Eden" a tizenkettedik dal a Guns N’ Roses Use Your Illusion I albumáról. Slash elmondta, hogy a dalt még Chicago-ban írták, mikor a zenekar hosszabb ideig ott tartózkodott.
A dalból készült videóklipben csak egy beállást használnak, a kamera Rose fejére fókuszál, miközben a zenekar a háttérben játszik, Dizzy Reed billentyűs és Teddy Andreadis (aki harmonikán játszott az Use Your Illusion Turnén) pedig a háttérben táncol.
A klipnek két verziója van, mindkettőt 1992-ben készítették, az egyikben egy papír repül a levegőben (ezt a verziót találhatjuk legtöbbször olyan feltöltő-oldalakon mint a Yahoo Music). A másik verzió a teljes szöveget tartalmazza, de a papír nem jelenik meg. Ez a változat került fel a Guns N' Roses videóklipjeit tartalmazó DVD-re, a Welcome to the Videos-ra.